# 2009 au Brésil
Chronologie du Brésil
- 2005
- 2006
- 2007
- 2008
- 2009
- 2010
- 2011
- 2012
- 2013

Cette page concerne des événements d'actualité qui se sont produits durant l'année 2009 au Brésil.

## Chronologie

### Janvier 2009

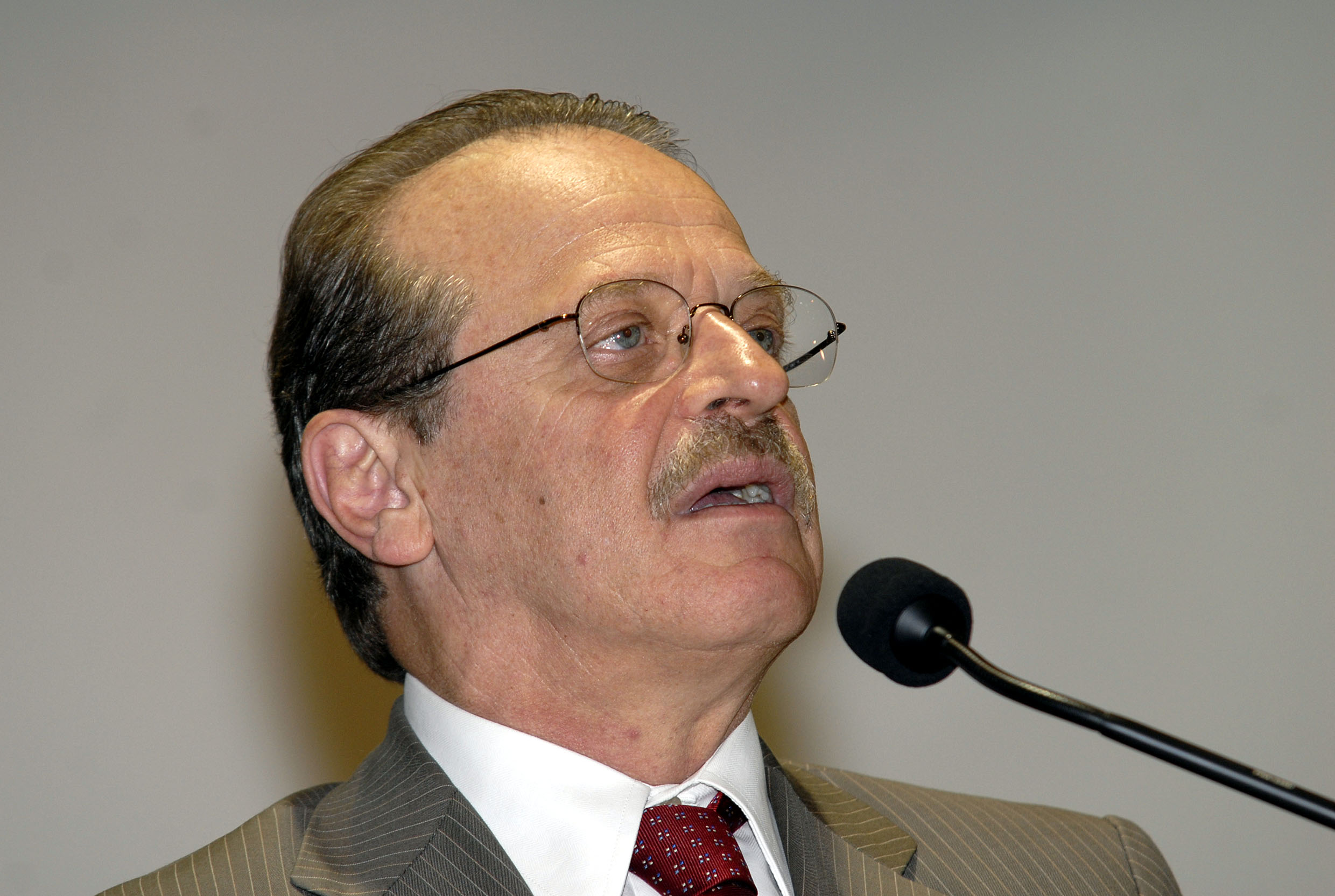
Tarso Genro
(octobre 2007)

- Mardi 13 janvier 2009 : Le ministre de la Justice Tarso Genro accorde le statut de réfugié politique à Cesare Battisti, arrêté à Rio de Janeiro en mars 2007 après avoir fui la France où il avait trouvé refuge de 1990 à 2004. Détenu depuis 2007 dans une prison de Brasilia, il attendait une décision du Brésil sur la demande d'extradition de l'Italie. L'ancien activiste italien d'extrême-gauche, âgé de 54 ans, ancien responsable des Prolétaires armés pour le communisme, a été condamné par contumace en Italie à la prison à vie pour quatre assassinats à la fin des années 1970[1].

- Lundi 26 janvier 2009 : La banque centrale abaisse son taux directeur d'un point, passant à 12,75 %, pour faire face à la détérioration conjoncturelle, notamment de l'emploi.

- Mardi 27 janvier 2009 : 
  - Le procureur général Antonio Fernando de Souza recommande de rejeter la demande de Rome d'extrader vers l'Italie Cesare Battisti, l'ex-activiste d'extrême-gauche italien condamné pour meurtre en Italie et devenu écrivain, qui a obtenu le 13 janvier l'asile politique au Brésil. Selon le procureur, l'octroi du statut de réfugié est la prérogative du pouvoir exécutif et éteint automatiquement la demande d'extradition. La décision du ministre de la Justice a provoqué la colère des autorités italiennes qui ont demandé en vain au président brésilien Luiz Inacio Lula da Silva de revenir sur celle-ci.
  - Près de 100 000 personnes sont attendues, pour la nouvelle édition du Forum social mondial qui se tient jusqu'au 31 janvier à Belém.

- Jeudi 29 janvier 2009 :  Dans une interview donnée au magazine brésilien Istoe, l'ex-activiste italien d'extrême gauche Cesare Battisti affirme que des membres des services secrets et d'autres fonctionnaires français l'ont aidé en 2004 à fuir la France pour se réfugier au Brésil[2].

### Février 2009
- Dimanche 1er février 2009 : Début de trois jours d'émeutes dans la favela de Paraisopolis, dans le sud de São Paulo, théâtre de violents affrontements entre quelques centaines de policiers et des habitants, à la suite de la mort d'un habitant, tué par la police alors qu'il tentait d'échapper à son arrestation. Paraisopolis est une des 1 600 favelas de Sao Paulo dans laquelle vivent quelque 80 000 habitants. Depuis une vingtaine d'années des entreprises du secteur tertiaire s'y sont installées.

- Mercredi 4 février 2009 : Six trafiquants de drogue ont été tués par la police et 3 autres ont été arrêtés lors d'une opération menée dans des favelas — Coréia, Taquaral, Rebu et Vila Aliança — de la zone ouest de Rio de Janeiro. La violence urbaine est un problème endémique à Rio, où plus de 1,5 million de personnes vivent dans quelque 900 favelas.

- Samedi 7 février 2009 : Un petit avion, Embraer Bandeirante, avec 28 personnes à son bord s'est écrasé en Amazonie. L'appareil parti de Coari s'est abîmé dans le fleuve Manacapuru, à environ 80 km au sud-ouest de la capitale Manaus. Les secouristes ont retrouvé quatre survivants, mais les 24 autres occupants étaient portés disparus ou morts. Ce type d'avion est utilisé par les habitants comme « taxi aérien » pour survoler l'épaisse jungle amazonienne.

- Mercredi 11 février 2009 : Carrefour Brésil a versé près de 36 millions de dollars d'indemnités à son ancien président, Francesco de Marchi Gherini, pour sa participation à la croissance des affaires du groupe français au Brésil, à l'issue d'un procès de sept ans avec des audiences dans des tribunaux en France et au Brésil. Ce directeur a été responsable de l'implantation de la chaîne d'hypermarchés Carrefour dans les années 1970 au Brésil et il a présidé la filiale brésilienne pendant 13 ans, de 1975 à 1988, date à laquelle il a quitté le groupe. Il détenait 1 % des actions de Carrefour au Brésil.

- Jeudi 19 février 2009 : Le constructeur aéronautique, Embraer annonce une « réduction de près de 20 % » de ses effectifs qui s'élèvent à 21 362 employés en raison de « la crise sans précédent qui touche l'économie mondiale ».

- Jeudi 26 février 2009 : La filiale brésilienne du constructeur automobile américain General Motors commence à licencier 1 633 travailleurs temporaires qui avaient été embauchés le 28 avril 2008 pour former la troisième équipe de GM mais ils avaient été mis en vacances rémunérées le 19 janvier dernier, en raison de la forte chute des ventes de véhicules dans le géant sud-américain. GM-Brésil dispose de 3 usines, dont deux dans l'État de São Paulo, et emploie près de 20 000 travailleurs. GM a aussi mis en vacances pour un mois 300 autres ouvriers titulaires de son usine de Sao José dos Campos « afin d'adapter sa production ».

### Mars 2009
- Lundi 2 mars 2009 : Le Brésil  réclame 2,5 milliards de dollars de sanctions contre les États-Unis pour ne pas s'être mis en conformité avec une condamnation de l'OMC sur leurs subventions aux producteurs de coton.

- Jeudi 5 mars 2009 : 
  - L'archevêque de Recife (nord-est), José Cardoso Sobrinho, excommunie la mère d'une enfant de 9 ans ayant avorté de jumeaux à la suite d'un viol, ainsi que toute l'équipe médicale, jugeant qu'aux yeux de l'Église catholique romaine l'avortement est un « crime » et que « la loi de Dieu est au-dessus de n'importe quelle loi humaine. Alors, quand une loi promulguée par des législateurs humains est contraire à la loi de Dieu, cette loi n'a aucune valeur »[3].
  - La Banque mondiale annonce  avoir accordé un prêt de 1,3 milliard de dollars pour aider le Brésil, décrit comme un pays à l'écosystème « crucial », dans sa politique de défense de l'environnement. Le prêt doit soutenir l'effort de Brasilia « pour améliorer son système de gestion de l'environnement et intégrer les questions de développement durable dans la politique de secteurs essentiels comme la gestion des forêts, l'eau et les énergies renouvelables ». La Banque mondiale souhaite empêcher « la déforestation due à l'usage déraisonné des ressources naturelles de l'Amazonie » et favoriser la préservation de la qualité de l'eau et la maîtrise de la consommation énergétique. Le territoire brésilien abrite un tiers des forêts tropicales humides de la planète, un cinquième de ses réserves d'eau douce et l'une des plus grandes biodiversités du monde, en plus de 8 500 km de côtes[4].

- Mardi 10 mars 2009 : Le Produit intérieur brut 2008 (PIB) du Brésil a enregistré une croissance de + 5,1 % et atteint 2,9 milliards de reais (1,25 milliard de dollars au taux de fin décembre).

- Jeudi 12 mars 2009 : L'industrie de l'État de Sao Paulo, le principal pôle industriel de l'Amérique latine, a perdu 236 000 emplois d'octobre 2008 à fin février, soit 10 % du total, en raison de la crise mondiale.

- Vendredi 13 mars 2009 : La Conférence nationale des évêques du Brésil (CNBB) désavoue l'archevêque José Cardoso Sobrinho qui avait soutenu l'évêque responsable de l'excommunication la mère de la fillette de 9 ans, enceinte de jumeaux à la suite d'un viol, et les médecins qui avaient pratiqué l'avortement. L'archevêque avait argué qu'aux yeux de l'Église catholique l'avortement était un « crime » et que la loi de Dieu était « au-dessus » de celle des hommes pour justifier l'excommunication.

- Lundi 23 mars 2009 : Importante série de fusillades dans la favela de « Ladeira dos Tabajaras » à Copacabana entre les forces de police et des narcotrafiquants qui a fait 5 morts, 4 blessés et semé la terreur dans une partie de la ville touristique. Les incidents ont commencé samedi soir quand les trafiquants de la Rocinha, la plus grande favela de Rio, ont tenté d'envahir celle de Tabajaras, dominée par une faction rivale. Dimanche, les deux bandes se sont à nouveau affrontées et lundi le conflit s'est étendu avec l'intervention de la police.

- Jeudi 26 mars 2009 : Des morceaux d'un réacteur d'un DC-10 américain de la compagnie Arrow Cargo sont tombés dans le ciel du nord du Brésil, atteignant 22 maisons et une voiture. Aucune personne au sol n'a été touchée et l'avion a pu poursuivre son vol vers Bogota (Colombie).

### Avril 2009
- Mercredi 1er avril 2009 : la municipalité de Rio de Janeiro a entrepris la construction d'un mur pour séparer les favelas du reste de la ville. Selon les services municipaux, le but de cette barrière est de limiter l'expansion de ces bidonvilles, qui ont gagné plusieurs dizaines d'hectares ces dernières années.

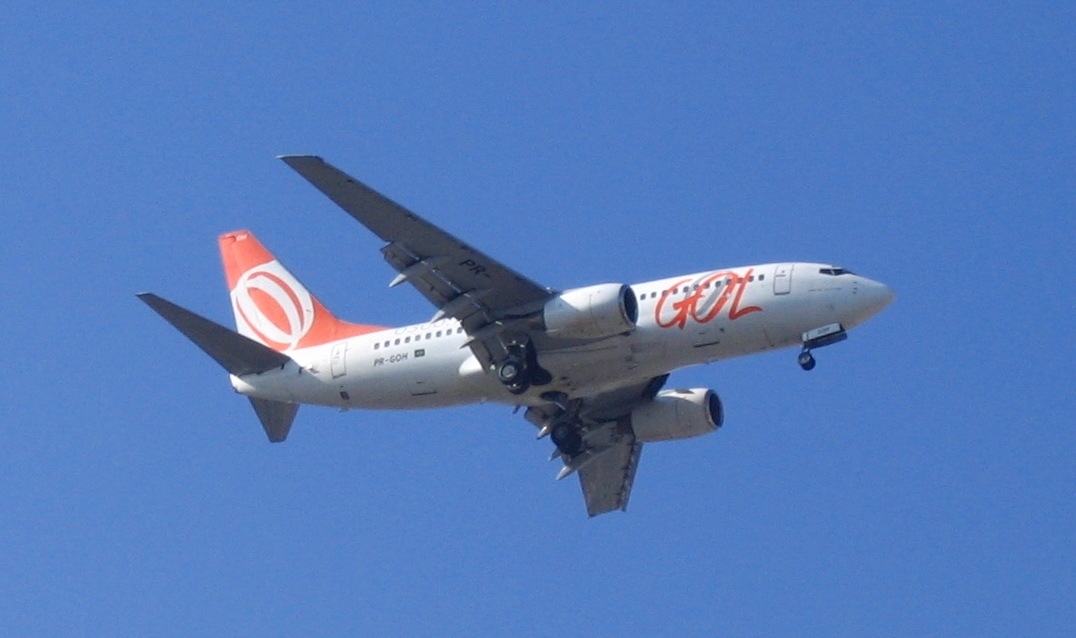
Avion de GOL.

- Vendredi 3 avril 2009 : la compagnie aérienne Gol-Varig annonce la signature avec le groupe européen Air France-KLM d'un accord de coopération commerciale par partage de code, sur les lignes aériennes entre le Brésil et l'Europe. Air France-KLM apposera ses codes sur les vols de GOL entre São Paulo, Rio de Janeiro et treize grandes métropoles brésiliennes. Cet accord va aussi permettre aux 15 millions de porteurs de carte Flying Blue, le programme de fidélité d’Air France et le programme S'Miles de GOL d’accumuler désormais des miles sur les trois compagnies.

- Mercredi 15 avril 2009 : lors de l'ouverture à Rio de Janeiro du Forum économique mondial latino-américain, regroupant quelque 550 chefs d'entreprise et économistes et hommes politiques, le président Luiz Inacio Lula da Silva réclame la construction d'un nouvel ordre économique mondial basé sur la distribution des richesses : « J'ai passé 20 ans de ma vie à réclamer un nouvel ordre économique mondial plus juste et maintenant j'entends dire qu'il faut un nouvel ordre mondial, en finir avec les paradis fiscaux et le manque de régulation du système financier […] Tous doivent reconnaître humblement que le monde contemporain a exagéré la « dose virtuelle » qui n'était pas juste avec la partie pauvre de l'humanité. Il est inadmissible que quelqu'un gagne des milliards de dollars sans produire absolument rien, en n'échangeant que des papiers […] On ne mettra fin à la misère dans le monde qu'avec la distribution des revenus ».

- Jeudi 16 avril 2009 : démarrage de l'installation d'un premier service Wi-Fi pour une connexion Internet sans fil à haut débit et gratuite pour les habitants de la favela Santa Marta, accrochée au mont du Christ-Rédempteur. Un bidonville du quartier résidentiel de Botafogo est le premier de Rio de Janeiro à bénéficier de ce service, qui a coûté 170 000 euros aux autorités locales. Désormais, seize antennes de relais Wi-Fi sont en fonctionnement au flanc de la colline.

- Samedi 18 avril 2009 : le président Luiz Inacio Lula da Silva promulgue une loi approuvée par le Parlement qui instaure des peines allant jusqu'à trente ans de prison pour les auteurs d'« enlèvements éclairs » où des personnes sont enlevées le temps de retirer de l'argent dans des distributeurs automatiques. Avec la nouvelle loi, « l'enlèvement éclair » simple sera passible de six à douze ans de prison ferme. S'il est accompagné de lésion grave contre la victime, la peine sera de 16 à 24 ans de détention et en cas de mort de la victime de trente ans de prison, la peine maximale prévue par le Code pénal du pays.

- Dimanche 19 avril 2009 : un autocar de tourisme avec 33 Argentins, le chauffeur et un guide touristique à bord, est tombé dans la soirée dans un précipice de soixante mètres dans le sud du Brésil, entre Camboriú et la frontière, faisant sept morts et douze blessés dont un grave.

### Mai 2009
- Mercredi 6 mai 2009 : Des inondations et des coulées de boue provoquées par de fortes pluies ont obligé 186 000 Brésiliens à quitter leurs maisons, et causé la mort de 19 personnes dans 7 États.

- Vendredi 8 mai 2009 :
  - 4 cas confirmés de grippe H1N1.
  - En avril 2009, la Chine devient le premier partenaire commercial du Brésil détrônant pour la première fois les États-Unis. Après trois siècles d'hégémonie coloniale portugaise, la Grande-Bretagne avait pris le relais au début du XIXe siècle, en profitant de l'ouverture des ports de l'Empire brésilien aux puissances maritimes étrangères, puis avait été remplacé par les États-Unis dans les années 1930.

- Samedi 9 mai 2009 : Les pluies diluviennes, après deux mois de précipitations ininterrompues, provoquent de très importantes inondations dans 10 États du nord du Brésil causant la mort de 19 personnes. Quelque 300 000 personnes se retrouvent sans abris.

- Mercredi 20 mai 2009 : Les pluies diluviennes qui s'abattent depuis avril dans le nord et le nord-est du Brésil provoquent d'importantes inondations dans 11 États et 407 municipalités, causant la mort de 45 personnes et entraînant l'évacuation de 378 000 autres. Les dégâts de ces intempéries se montent déjà à près de 500 millions de dollars.

### Juin 2009
- Lundi 1er juin 2009 : Un A330-203 [F-GZCP, c/n 660] disparait au-dessus de l'Atlantique Sud avec 228 personnes (216 passagers et 12 membres d'équipage) à bord. Le vol 447 Air France avait quitté Rio de Janeiro pour Paris-Charles-de-Gaulle la veille à 22h03 (LT). À 2h14 GMT, un message automatique a été émis par l'appareil, signalant une panne du circuit électrique. Il se trouvait alors dans une zone de forte activité électro-magnétique au nord de Fernando de Noronha[5]. Parmi les victimes 80 Brésiliens, 73 Français, 18 Allemands, 9 Italiens, 6 Américains, 5 Chinois, 4 Hongrois, 2 Espagnols, 2 Britanniques, 2 Marocains et 2 Irlandais, un Angolais, un Argentin, un Belge, un Islandais, un Norvégien, un Polonais, un Roumain, un Russe, un Slovaque, un Suédois, un Turc, un Philippin et un Suisse.

- Dimanche 28 juin 2009 : Le Brésil, tenant du titre, a remporté la sixième Coupe des Confédérations en battant 3 à 2 les États-Unis, après une finale à rebondissements, à Johannesbourg. Le Brésil remporte sa troisième Coupe des Confédérations, après celles de 1997 et 2005.

### Juillet 2009
- Dimanche 12 juillet 2009 :  Le boxeur italo-québécois, Arturo Gatti (37 ans), surnommé "Thunder", ancien champion IBF (poids plumes) et WBC (super-léger) de boxe, a été retrouvé mort à Porto de Galinhas (Brésil). La police brésilienne considère sa mort comme suspecte et a ouvert une enquête[6].

- Vendredi 17 juillet 2009 : Une polémique se développe sur les propos péjoratifs tenus par le président Luiz Inacio Lula da Silva contre les sénateurs qui  font face à des accusations de détournement d'argent public et de népotisme qui touchent en premier lieu son président, l'ancien chef de l’État José Sarney (1985-1990)[7].

- Mardi 21 juillet 2009 :
  - Selon une étude réalisée par l'Unicef, le gouvernement et l'ONG Observatoire des Favelas, dans les 267 villes de plus de 100 000 habitants, quelque 5 000 adolescents sont tués tous les ans, la plupart étant des garçons noirs pauvres et sans éducation.
  - Amazonie : Un ferry chavire sur la rivière Negro près de Porto da Catraia faisant 2 noyés.
  - État de Bahia : La chute d'un autocar depuis un pont a causé la mort de 8 personnes et fait 22 blessés.